# Houston Texans 2011
La stagione 2011 degli Houston Texans è stata la decima della franchigia nella National Football League. I Texans migliorarono il loro record della stagione precedente e per la prima volta nella storia della franchigia si qualificarono ai playoff e vinsero la division dopo aver battuto i Cincinnati Bengals 20–19 nella settimana 14. Grazie al fattore campo conquistato, i Texans riportarono i playoff a Houston che mancavano dal 1993. Dopo aver battuto i Bengals nel primo turno, la squadra si fermò al turno successivo contro i Baltimore Ravens, perdendo 20-13.

## Draft NFL 2011
| Giro | Sscelta                      | Giocatore         | Ruolo             | College        |
| ---- | ---------------------------- | ----------------- | ----------------- | -------------- |
| 1    | 11                           | J.J. Watt         | Defensive end     | Wisconsin      |
| 2    | 42                           | Brooks Reed       | Defensive lineman | Arizona        |
| 2    | 60 (Dai Patriots)            | Brandon Harris    | Defensive back    | Miami          |
| 4    | 127 (Dai Bears via Redskins) | Rashad Carmichael | Defensive back    | Virginia Tech  |
| 5    | 144 (Dai Redskins)           | Shiloh Keo        | Defensive back    | Idaho          |
| 5    | 152 (Dai Colts via Redskins) | T.J. Yates        | Quarterback       | North Carolina |
| 7    | 214                          | Derek Newton      | Offensive lineman | Arkansas State |
| 7    | 254                          | Cheta Ozougwu     | Defensive lineman | Rice           |

## Staff
| Staff degli Houston Texans nel 2011 |
| --- |
| Organi dirigenziali - Fondatore/Chairman/CEO: Bob McNair - Vice Chairman: Philip Burguières e D. Cal McNair - Presidente: Jamey Rootes - EVP/General manager: Rick Smith Capo allenatore - Gary Kubiak Altri allenatori - Assistente/Defensive line: Bill Kollar - Sviluppo della forza e della condizione: Cedric Smith - Assistente sviluppo della forza e della condizione: Matt Schiotz Allenatori dell'attacco - Coordinatore dell'attacco: Rick Dennison - Assistenti dell'attacco: Marc Lubick e Jim Ryan - Quarterback: Greg Knapp - Running Back: Chick Harris - Wide Receiver: Larry Kirksey - Tight End: Brian Pariani - Offensive Line: John Benton - Assistente Offensive Line: Frank Pollack Allenatori della difesa - Coordinatore della difesa: Wade Phillips - Assistente della difesa: Bobby King - Linebacker: Reggie Herring - Defensive Back: Vance Joseph - Assistente Defensive Back: Perry Carter Allenatori dello special team - Coordinatore dello special team: Joe Marciano |

## Roster
| Roster finale degli Houston Texans nel 2011 |
| --- |
| Quarterback - 17 Jake Delhomme - 7 Jeff Garcia - 13 T.J. Yates Running Back - 23 Arian Foster - 86 James Casey FB/TE - 44 Ben Tate - 47 Lawrence Vickers FB - 32 Derrick Ward Wide Receiver - 80 Andre Johnson - 89 Bryant Johnson - 12 Jacoby Jones PR - 15 Jeff Maehl - 83 Kevin Walter Tight End - 81 Owen Daniels - 85 Joel Dreessen - 88 Garrett Graham Offensive Linemen - 61 Thomas Austin G - 65 Mike Brisiel G/C - 76 Duane Brown T - 62 Antoine Caldwell G - 66 Andrew Gardner G - 55 Chris Myers C - 75 Derek Newton T - 74 Wade Smith T - 73 Eric Winston T Defensive Linemen - 93 Tim Bulman DE - 95 Shaun Cody NT - 96 Tim Jamison DE - 92 Earl Mitchell NT - 94 Antonio Smith DE - 99 J.J. Watt DE Linebacker - 54 Mister Alexander ILB - 98 Connor Barwin OLB/DE - 50 Bryan Braman OLB/DE - 56 Brian Cushing ILB - 52 Tim Dobbins ILB - 57 Jesse Nading OLB/DE - 58 Brooks Reed OLB/DE - 59 DeMeco Ryans ILB Defensive Back - 30 Jason Allen CB - 27 Quintin Demps SS - 26 Brandon Harris CB - 25 Kareem Jackson CB - 24 Jonathan Joseph CB - 31 Shiloh Keo FS - 21 Brice McCain CB - 22 Sherrick McManis CB/KR - 38 Danieal Manning FS/KR - 33 Troy Nolan SS - 29 Glover Quin CB Special Team - 4 Neil Rackers K - 1 Matt Turk P - 46 Jon Weeks LS Lista delle riserve - 34 Dominique Barber SS (IR) - 78 Rashad Butler T (IR) - 36 Rashad Carmichael CB (IR) - 2 Brett Hartmann P (IR) - 18 Lestar Jean WR (IR) - 11 Matt Leinart QB (IR) - 77 Darius Morris T (IR) - 8 Matt Schaub QB (IR) - 51 Darryl Sharpton ILB (IR) - 71 Shelley Smith G (IR) - 64 Kasey Studdard G (IR) - 90 Mario Williams OLB/DE (IR) Squadra di allenamento - 63 Howard Barbieri G - 91 Ra'Shon Harris NT - 16 Trindon Holliday WR - 19 Juaquin Iglesias WR - 97 Derrell Smith ILB - 79 Cody Wallace C - 40 Javarris Williams RB - 42 Torri Williams SS Roster aggiornato al 9 gennaio 2012 53 attivi, 12 inattivi, 8 nella squadra di allenamento |
| Legenda - I rookie sono in corsivo. - Il primo ruolo è il principale mentre gli eventuali successivi indicano i ruoli secondari. - (IR) sta per Injured Reserve ed indica la lista ristretta per un solo giocatore infortunato che può tornare ad allenarsi dopo la settimana 6 e a rientrare in prima squadra dopo che questa ha giocato 8 partite. - (NF-Inj.) / (NF-Ill.) stanno rispettivamente per Non-Football Injured e Non-Football Illness ed indicano le liste dove viene inserito un giocatore che ha un infortunio o una malattia non dipendente dal football americano. - (PUP) sta per Physically Unable to Perform ed indica la lista dove viene inserito un giocatore mentre è in attesa di recuperare la condizione fisica. Nella stagione regolare dopo la sesta partita giocata dalla propria squadra, il giocatore ha tempo tre settimane per riprendere ad allenarsi, più tre settimane aggiuntive dal suo rientro agli allenamenti per rientrare in prima squadra. |

## Calendario

### Stagione regolare

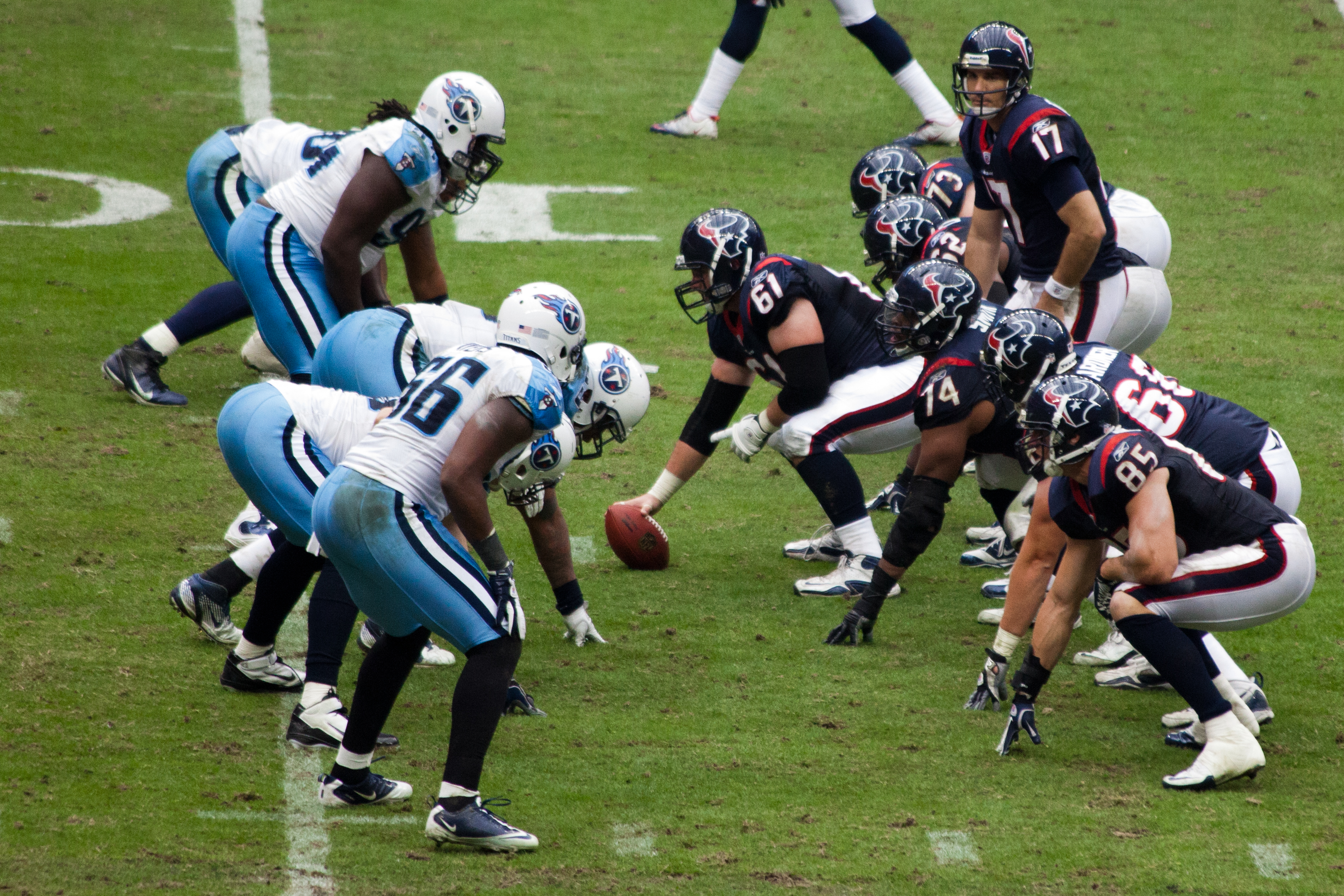
Jake Delhomme e i Texans nell'ultima gara della stagione contro i Titans.

| Turno | Data               | Ora                | Avversario             | Risultato          | Risultato          | Stadio                  | TV                 | Tabellino          |
| Turno | Data               | Ora                | Avversario             | Punteggio          | Record             | Stadio                  | TV                 | Tabellino          |
| ----- | ------------------ | ------------------ | ---------------------- | ------------------ | ------------------ | ----------------------- | ------------------ | ------------------ |
| 1     | 11 settembre       | 12:00 p.m. CDT     | Indianapolis Colts     | V 34–7             | 1–0                | Reliant Stadium         | CBS                | Recap              |
| 2     | 18 settembre       | 3:15 p.m. CDT      | @ Miami Dolphins       | V 23–13            | 2–0                | Sun Life Stadium        | CBS                | Recap              |
| 3     | 25 settembre       | 12:00 p.m. CDT     | @ New Orleans Saints   | S 33–40            | 2–1                | Mercedes-Benz Superdome | CBS                | Recap              |
| 4     | 2 ottobre          | 12:00 p.m. CDT     | Pittsburgh Steelers    | V 17–10            | 3–1                | Reliant Stadium         | CBS                | Recap              |
| 5     | 9 ottobre          | 12:00 p.m. CDT     | Oakland Raiders        | S 20–25            | 3–2                | Reliant Stadium         | CBS                | Recap              |
| 6     | 16 ottobre         | 3:05 p.m. CDT      | @ Baltimore Ravens     | S 14–29            | 3–3                | M&T Bank Stadium        | CBS                | Recap              |
| 7     | 23 ottobre         | 12:00 p.m. CDT     | @ Tennessee Titans     | V 41–7             | 4–3                | LP Field                | CBS                | Recap              |
| 8     | 30 ottobre         | 12:00 p.m. CDT     | Jacksonville Jaguars   | V 24–14            | 5–3                | Reliant Stadium         | CBS                | Recap              |
| 9     | 6 novembre         | 12:00 p.m. CST     | Cleveland Browns       | V 30–12            | 6–3                | Reliant Stadium         | CBS                | Recap              |
| 10    | 13 novembre        | 12:00 p.m. CST     | @ Tampa Bay Buccaneers | V 37–9             | 7–3                | Raymond James Stadium   | CBS                | Recap              |
| 11    | Settimana di pausa | Settimana di pausa | Settimana di pausa     | Settimana di pausa | Settimana di pausa | Settimana di pausa      | Settimana di pausa | Settimana di pausa |
| 12    | 27 novembre        | 12:00 p.m. CST     | @ Jacksonville Jaguars | V 20–13            | 8–3                | EverBank Field          | CBS                | Recap              |
| 13    | 4 dicembre         | 12:00 p.m. CST     | Atlanta Falcons        | V 17–10            | 9–3                | Reliant Stadium         | Fox                | Recap              |
| 14    | 11 dicembre        | 12:00 p.m. CST     | @ Cincinnati Bengals   | V 20–19            | 10–3               | Paul Brown Stadium      | CBS                | Recap              |
| 15    | 18 dicembre        | 12:00 p.m. CST     | Carolina Panthers      | S 13–28            | 10–4               | Reliant Stadium         | Fox                | Recap              |
| 16    | 22 dicembre        | 7:20 p.m. CST      | @ Indianapolis Colts   | S 16–19            | 10–5               | Lucas Oil Stadium       | NFLN               | Recap              |
| 17    | 1º gennaio         | 12:00 p.m. CST     | Tennessee Titans       | S 22–23            | 10–6               | Reliant Stadium         | CBS                | Recap              |

### Playoff
| Turno      | Data       | Ora            | Avversario (#)         | Risultato | Risultato | Stadio           | TV  | Tabellino |
| Turno      | Data       | Ora            | Avversario (#)         | Punteggio | Record    | Stadio           | TV  | Tabellino |
| ---------- | ---------- | -------------- | ---------------------- | --------- | --------- | ---------------- | --- | --------- |
| Wild Card  | 7 gennaio  | 3:30 p.m. CST  | Cincinnati Bengals (6) | V 31–10   | 1–0       | Reliant Stadium  | NBC | Recap     |
| Divisional | 15 gennaio | 12:00 p.m. CST | @ Baltimore Ravens (2) | S 13–20   | 1–1       | M&T Bank Stadium | CBS | Recap     |